# Haplopappus multifolius
Haplopappus multifolius là một loài thực vật có hoa trong họ Cúc. Loài này được Phil. ex Reiche mô tả khoa học đầu tiên năm 1901.